# Сонгп'єн
Сонпьон (кор. 송편) — традиційна корейська страва з рисового борошна. Його форма нагадує півмісяць й є символічною стравою корейських свят. Це різновид ттеок, невеликих рисових пиріжків з різноманітними начинками, деякі включають пасту з червоної квасолі, підсмажене насіння кунжуту та каштанів. Сонпьон традиційно їдять під час корейського осіннього свята врожаю Чхосок, для родинних частувань. Це популярний символ традиційної корейської культури. Найдавніші записи про сонгп'єн датуються періодом Горьо.

## Опис
Сонгп'єн — це рисові пиріжки з начинкою у формі півмісяця. Начинка може бути солодкою або напівсолодкою. Для начинки використовуються соєві боби, коров'ячий горох, каштани, зизифус, фініки, червона квасоля, насіння кунжуту та мед. Їх пропарюють над шаром хвої, що надає їм характерного смаку та ароматного запаху свіжої сосни. Кольором сонгп'єн бувають білим, зеленим, червоним і жовтим.
Сонгп'єн зазвичай вживають під час корейського свята Чхусок, на якому ним пригощають родичів, друзів та сусідів. Сонгп'єн їдять з алкоголем.

## Культура

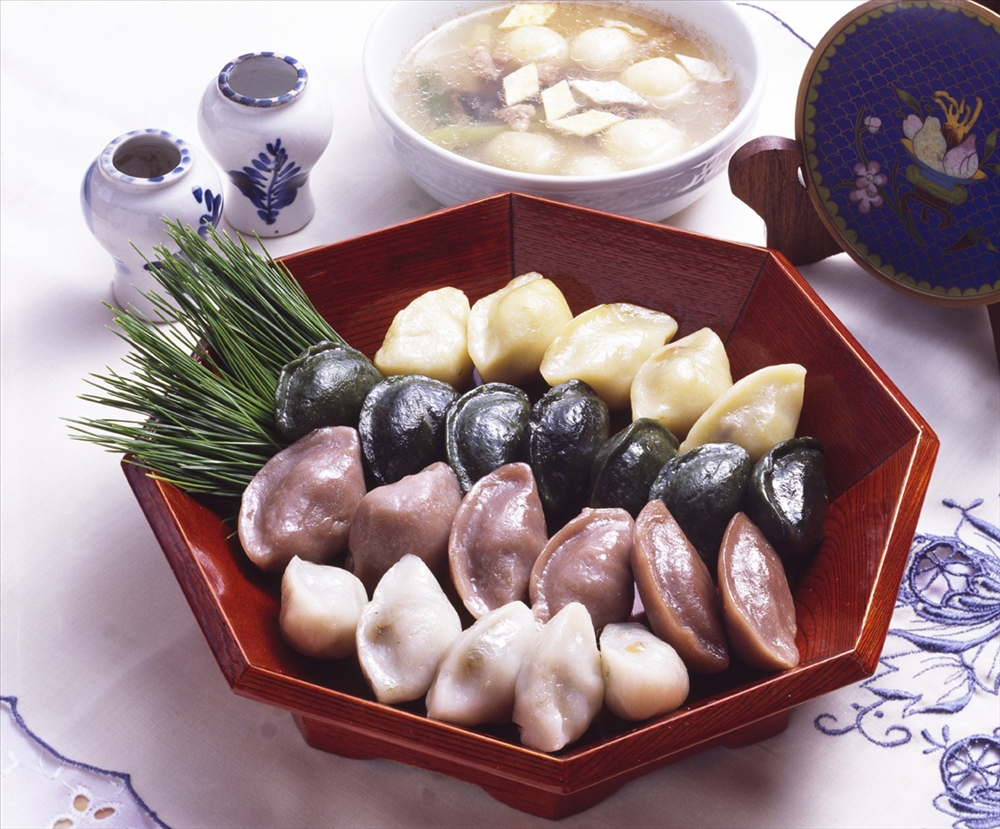
Сонгп'єн

Традиційно корейські родини готували сонгп'єн із свіжозібраного рису, а потім пропонували своїм предкам вранці на Чхусок як подяку за щедрий урожай під час чарі, ритуалу пам'яті предків. Сонпхьон, яким пригощають, сприймається як знак поваги та побажання уникнути нещастя в родині.
Сонгп'єн розміщують на столі з щойно зібраними фруктами та таро, для того щоб висловити вдячність за врожай року. Ці три страви символізують, відповідно, плоди небес, плоди землі та плоди підземні.
Кажуть, що сонгп'єн символізує місяць і бажання, тому люди вимовляють свої бажання під час його приготування та споживання. Багато історій описують, чому сонгп'єн має форму півмісяця, а не повного. Найпоширеніша думка полягає в тому, що корейські предки вважали, що повний місяць круглої форми може лише зменшуватися, а півмісяць може зростати. Це вважається ознакою достатку і процвітання. Сонпхьон нагадує форму повного місяця перед тим, як його скласти, і перетворюється на півмісяць, коли його згортають із начинкою.
Одне з пояснень форми півмісяця сонгп'єн походить з історичної притчі часів правління короля Ульї. В анекдоті черепаха одного разу прийшла до палацу з різьбленням на спині з написом «Сілла — півмісяць», що символізувало перспективне майбутнє для королівства.
Інша корейська історія говорить, що людина, яка робить гарний сонгп'єн, зустріне хорошу дружину або народить гарну дитину.

## Приготування

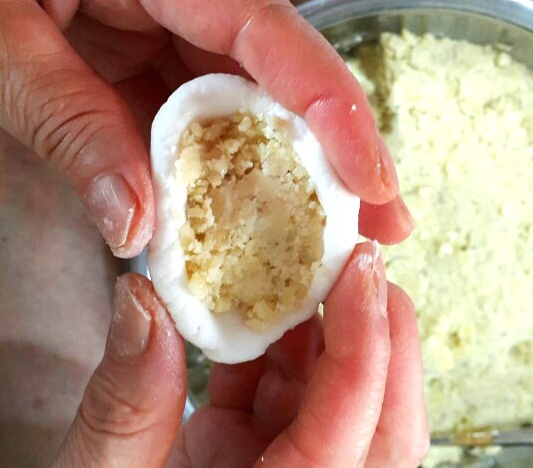
Створення сонгп'єн

Тісто для сонгп'єн готується шляхом замішування рисового борошна з сіллю та гарячою водою, поки воно не стане однорідним. Невеликі шматочки тіста відривають, скачують у кульки, а потім великим пальцем роблять поглиблення в центрі. Вибрану начинку поміщають всередину порожнистого центру, а потім кульку запечатують і формують.
Рисові пиріжки готують на пару поверх соснових голок приблизно 20-30 хвилин, а потім промивають холодною водою, щоб зберегти їх жувальну текстуру, та змащують кунжутною олією.
Пропарювання рисових коржів на хвої надає їм неповторний смак і аромат, а також допомагає запобігти злипанню під час приготування на пару. Оскільки сосни також виробляють велику кількість фітонцидів, це ефективно вбиває мікроби та допомагає уникнути псування через наявність терпену.Соснова хвоя також має лікувальний вплив на їжу.

## Регіональні відмінності
Незважаючи на те, що культурне значення сонгп'єн залишається незмінним, по всій Кореї можна знайти відмінності в кольорі, формі, інгредієнтах і навіть розмірах сонгп'єн.

### Провінція Чхунчхон
Оскільки в цьому регіоні широко вирощують гарбуз, провінція Чхунчхон відома своїм гарбузовим сонгп'єн. Гарбузи сушать і подрібнюють у порошок, який потім змішують з рисовим борошном для приготування тіста. В результаті виходить солодкий рисовий пиріг яскравого кольору. Сонгп'єн провінції Чхунчхон часто мають форму маленьких гарбузів.

### Провінція Канвон
Провінція Канвон відома своїми картоплею і жолудями. Сонгп'єн у цьому регіоні виготовляються з картопляного крохмалю та жолудів, зазвичай мають плоску форму хвилястими краями, які зроблені пальцями. Такі сонгп'єн рідкісні, бо зазвичай відбитки пальців не залишають на рисових коржах.

### Провінція Кьонсан
Сонгп'єн, виготовлений у провінції Кьонсан, зазвичай більший за сонгп'єн, який зустрічається в інших регіонах. Популярний тут сонгп'єн з рамі, який складається з відварених листків рамі, які додають до рисових коржів, щоб зробити їх кориснішими.

### Провінція Чеджу
Традиційною начинкою для сонгп'єн, виготовленого на острові Чеджу, є солодкий горошок. Сонгп'єн іноді мають форму, що нагадує вулканічний кратер, і їх часто смажать на сковороді після приготування на пару.

### Провінція Чолла

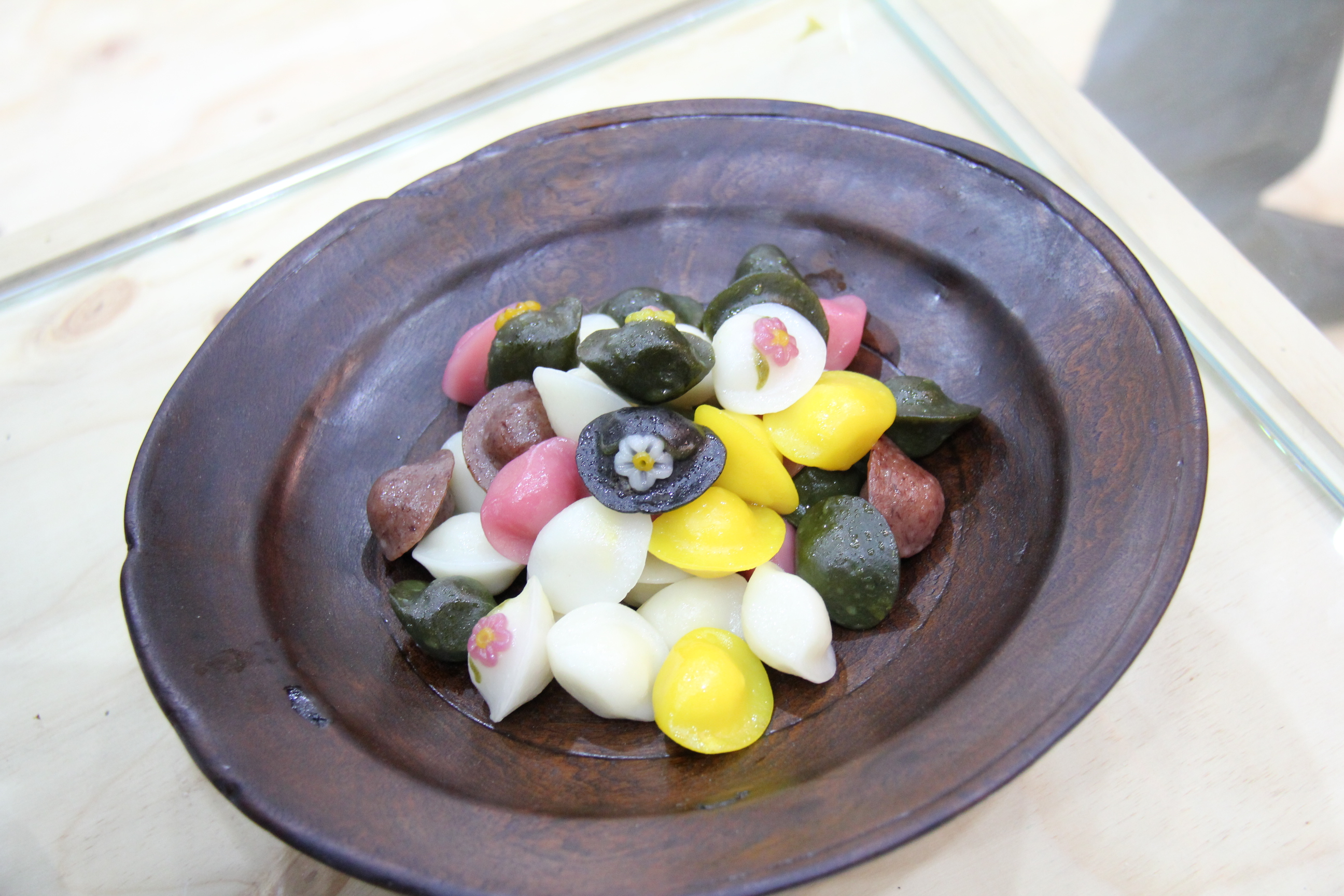

Сонгп'єн, виготовлений у провінції Чолла, іноді містить крохмаль маніоки, який поєднується з рисовим борошном для приготування рисового тіста. Провінція Чолла також відома своїми квітковими сонгп'єн, виготовленими з натуральних барвників, з прикрасами у формі квітів.

### Сеул
Сеул відомий своїм маленьким п'ятиколірним сонгп'єн. П'ять кольорів — білий, коричневий, рожевий, зелений і жовтий — уособлюють гармонію природи. У білому сонгп'єн відсутні будь-які барвні добавки, але інші кольори отримані з використанням натуральних інгредієнтів. Коричневий створюється з використанням кориці; рожевий, з використанням сиропу полуниці або лимонника китайського; зелений — за допомогою полину; і жовтий — з насіння гарденії.

### Північна Корея
Традиційний сонгп'єн, виготовлений у провінції Пхьонган у Північній Кореї, — це сонгп'єн у формі черепашки. Його начинка складається з кунжуту, цукру та соєвого соусу.